# Домашно орехче
Домашното орехче (Troglodytes aedon) е вид птица от семейство Troglodytidae.

## Разпространение
Видът е разпространен в Аржентина, Белиз, Боливия, Бразилия, Венецуела, Гренада, Гваделупа, Гватемала, Гвиана, Доминика, Еквадор, Канада, Колумбия, Коста Рика, Мексико, Никарагуа, Панама, Парагвай, Перу, Салвадор, Сейнт Лусия, Сейнт Винсент и Гренадини, Суринам, САЩ, Тринидад и Тобаго, Уругвай, Френска Гвиана, Хондурас и Чили.